# 徐志耕
徐志耕（1946年2月7日—），男，浙江绍兴人。中国军旅作家，报告文学作家。著有《南京大屠杀》。

## 生平
1946年2月7日（一说2月8日）生于浙江绍兴。1964年参军入伍，被分配到舟山，此后历任6559部队勤务连战士，舟山岱山守备区宣传科干事。1966年发表首篇诗歌《我为人民守海岛》。1968年调任至《解放军报》记者、《人民前线报》编辑。1987年调任至南京军区政治部，历任文艺创作室创作员、副主任。1989年毕业于南京大学中文系。1990年加入中国作家协会，担任中国报告文学学会理事，江苏省作家协会理事。
他从1986年开始搜寻南京大屠杀的幸存者资料，亲自采访了100多人，并将采访记录整理记录成《南京大屠杀》，1987年12月出版。这是中国作家写的第一本记述南京大屠杀的长篇报告文学。此后，这本书又补充、修改多次，中外文再版20多次。

## 作品
笔名越民、子牛。著有报告文学集《两用人才的开发者们》（合作）、《南京大屠杀》、《情海望不断》、《莽昆仑》、《忧乐万家》、《我是一个兵》、《好大一棵树》、《九江狂澜》（合作）、《步鑫生十年沉浮记》、《是是非非李庆霖》等。